# Andreas Ostler
Andreas Ostler (Grainau, districte de Garmisch-Partenkirchen, Alemanya, 1922 - Grainau, República Federal Alemanya, 1988) fou un esportista alemany que destacà en la pràctica del bobsleigh.

## Biografia
Va néixer el 21 de gener de 1922 al poble de Grainau, al districte de Garmisch-Partenkirchen, a l'estat de Baviera. Va morir el 24 de novembre de 1988 a la seva població natal.

## Carrera esportiva
Interessat en la pràctica del bobsleigh d'ençà que de ben jove participà com a voluntari en les tasques organitzatives dels Jocs Olímpics d'Hivern de 1936 realitzats a Garmisch-Partenkirchen (Alemanya), la cancel·lació dels Jocs Olímpics d'Hivern de 1940 i 1944 i la suspensió d'Alemanya en els Jocs Olímpics d'Hivern de 1948 impedí la seva participació.
En els Jocs Olímpics d'Hivern de 1952, realitzats a Oslo (Noruega), es convertí juntament amb el seu company d'equip Lorenz Nieberl en el primer home a aconseguir dues medalles d'or en les proves de bobsleigh, tant en la prova de 2 homes com en la prova de 4 homes.
En els Jocs Olímpics d'Hivern de 1956 realitzats a Cortina d'Ampezzo (Itàlia), Ostler fou l'abanderat del seu país i finalitzà en vuitena posició en la prova de prova de 2 homes.
En el Campionat del Món de bobsleigh aconseguí la victòria amb l'equip alemany l'any 1951 en les proves de 2 i 4 homes, aconseguint posteriorment l'any 1953 la medalla de plata en aquestes mateixes categories.